# Université de Szczecin
L'université de Szczecin (en polonais : Uniwersytet Szczeciński) est la plus grande université de la ville de Szczecin. Bien qu'elle n'ait été fondée qu'en 1984 (elle succède à l'Académie pédagogique de Szczecin), elle est l'une des plus grandes universités du pays, avec 32 000 étudiants.
Au sein de neuf facultés, l'université propose un total de 26 matières en cours directs, du soir et du week-end.

## Facultés
- Faculté des sciences humaines et sociales
- Faculté de droit et d'administration
- Faculté des sciences
- Faculté de mathématiques et de physique
- Faculté de théologie
- Faculté d'économie et d'administration des affaires
- Faculté d'administration et d'économie des services
- Faculté d'administration de Jarocin

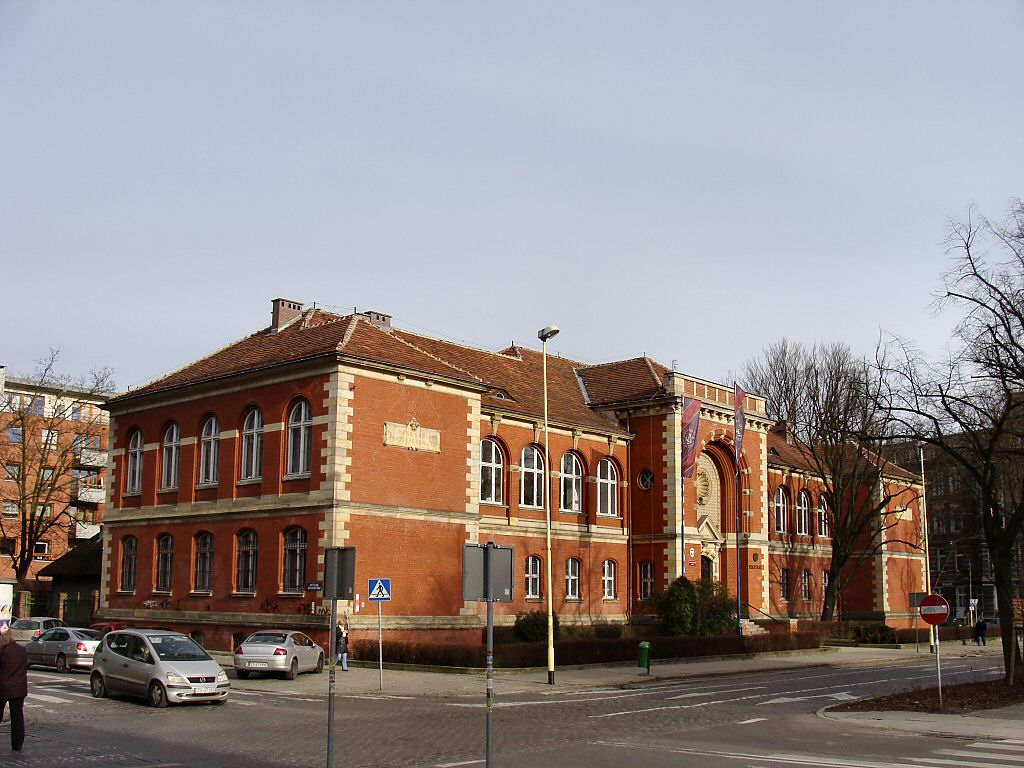
Rectorat de l'université de Szczecin

- Faculté de philologie